# Campeonato de ajedrez de Letonia
El Campeonato de ajedrez de Letonia, es un torneo de ajedrez que sirve para designar el campeón nacional de este deporte. Se empezó a disputar en una primera etapa en 1924, hasta que la Unión Soviética se anexó el país el 17 de junio de 1940. Durante el periodo soviético, Letonia recibió el nombre de República Socialista Soviética de Letonia, y el campeonato se siguió celebrando bajo este nombre entre 1941 y 1990. En 1991, al recobrar el país la independencia, se retomó el campeonato con el nombre original, que mantiene en la actualidad.

## Lista de campeones de ajedrez de Letonia

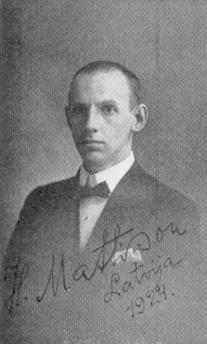
Hermanis Matisons, el primer campeón.

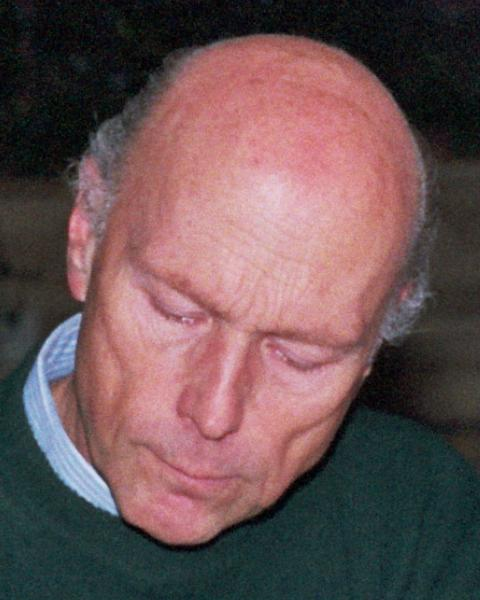
GM Jānis Klovāns, 10 veces campeón.

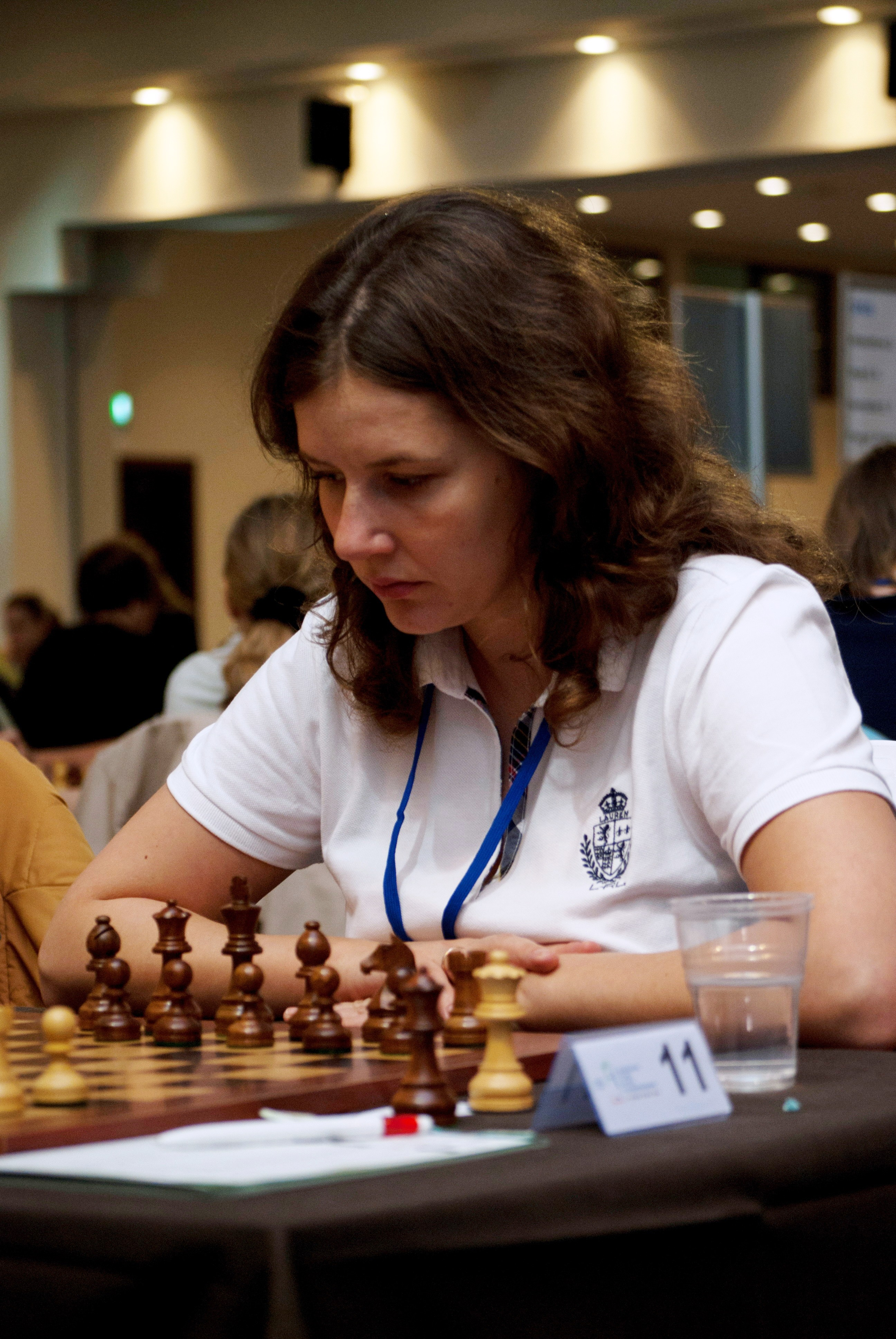
WGM Dana Reizniece-Ozola, 4 veces campeona femenina.

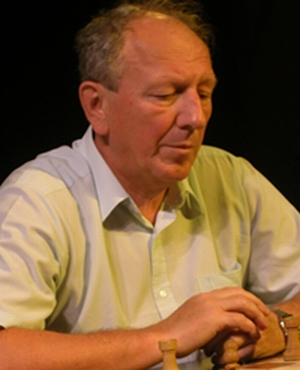
GM Ievgueni Svéixnikov, 3 veces campeón.

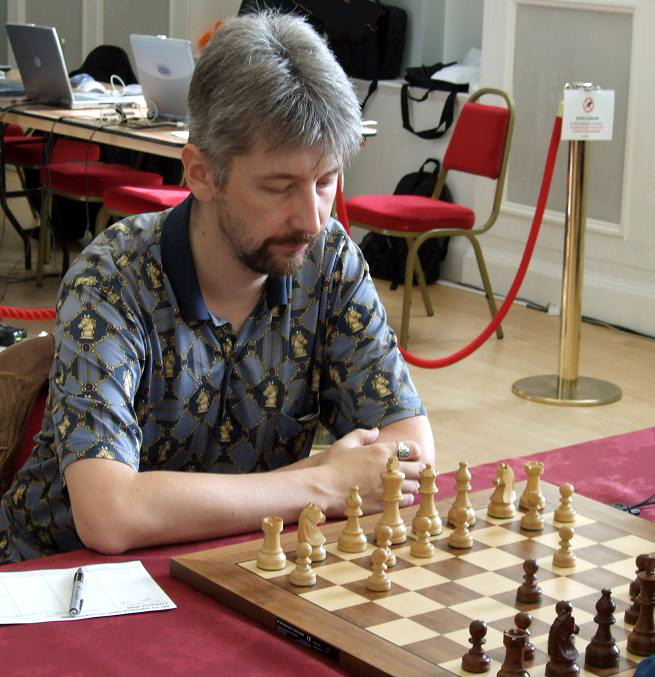
GM Normunds Miezis, 2 veces campeón.

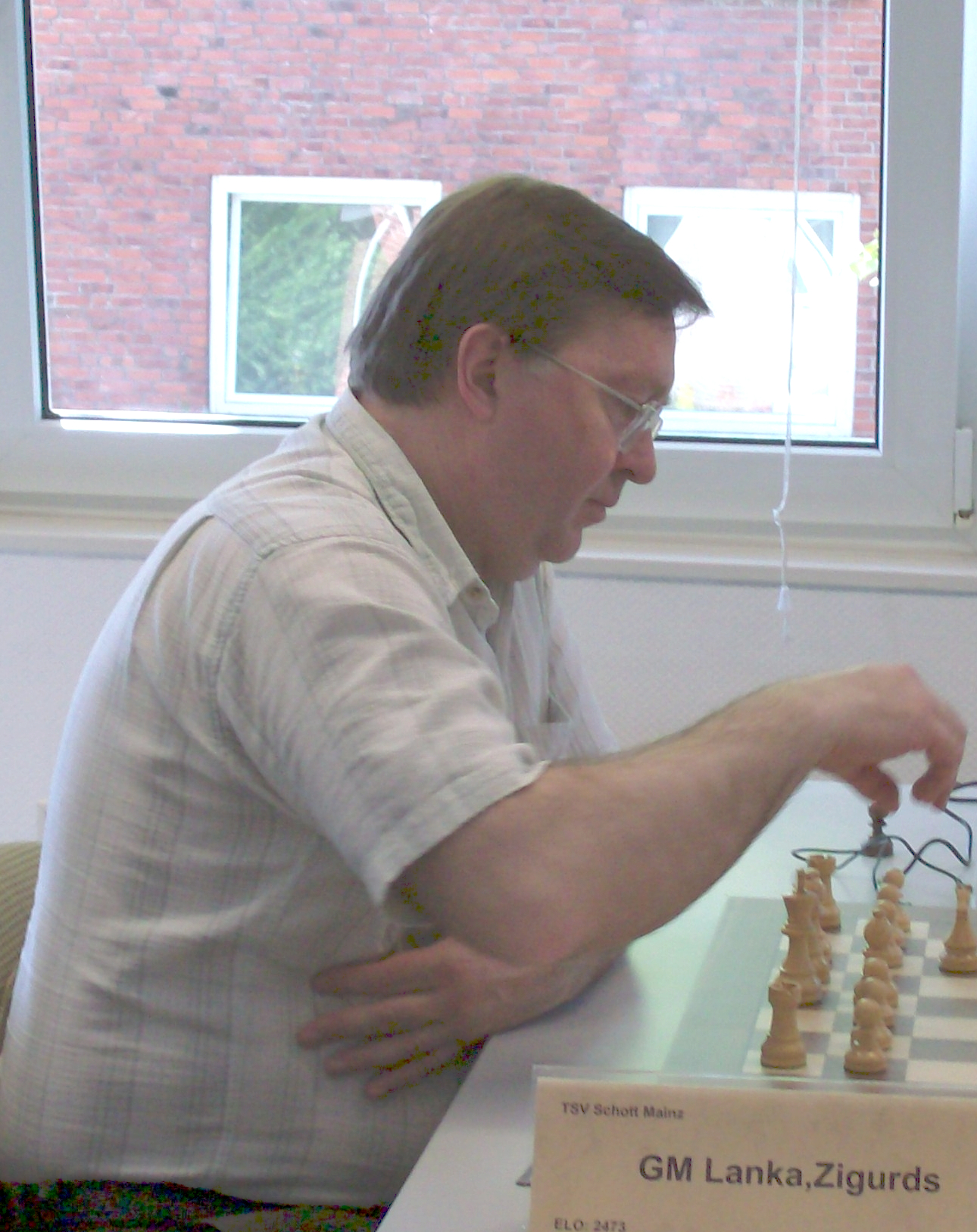
GM Zigurds Lanka, Campeón el 1993

| Año    | Ciudad     | Campeón                                    | Campeona                        |
| ------ | ---------- | ------------------------------------------ | ------------------------------- |
| 1924   | Riga       | Hermanis Matisons                          |                                 |
| 1926-7 | Riga       | Fricis Apšenieks                           |                                 |
| 1930-1 | Riga       | Vladimirs Petrovs                          |                                 |
| 1932   | Jelgava    | Movsas Feigins                             |                                 |
| 1934   | Riga       | Fricis Apšenieks                           |                                 |
| 1935   | Riga       | Vladimirs Petrovs                          |                                 |
| 1937   | Riga       | Vladimirs Petrovs                          | Milda Lauberte                  |
| 1938-9 | Riga       | Vladimirs Petrovs                          | Elise Vogel                     |
| 1941   | Riga       | Alexander Koblencs                         | Marta Krūmiņa                   |
| 1943   | Riga       | Igors Ždanovs                              | Milda Lauberte                  |
| 1944   | Udélnaia   | Voldemārs Mežgailis                        |                                 |
| 1945   | Riga       | Vladimir Alatortsev Alexander Koblencs     |                                 |
| 1946   | Riga       | Alexander Koblencs                         |                                 |
| 1947   | Riga       | Zigfrids Solmanis                          |                                 |
| 1948   | Riga       | Augusts Strautmanis Igors Ždanovs          | Milda Lauberte                  |
| 1949   | Riga       | Mark Taimànov Alexander Koblencs           | Milda Lauberte                  |
| 1950   | Riga       | Voldemārs Mežgailis                        | Milda Lauberte                  |
| 1951   | Riga       | Mark Pasman                                | Milda Lauberte                  |
| 1952   | Riga       | Jānis Klavinš                              | Milda Lauberte                  |
| 1953   | Riga       | Mikhaïl Tal                                | Milda Lauberte                  |
| 1954   | Riga       | Jānis Klovāns                              | Milda Lauberte                  |
| 1955   | Riga       | Aivars Gipslis                             | Milda Lauberte                  |
| 1956   | Riga       | Aivars Gipslis                             | Milda Lauberte                  |
| 1957   | Riga       | Aivars Gipslis                             | Milda Lauberte                  |
| 1958   | Riga       | Israel Zilber Aivars Gipslis               | Zara Nakhimovskaya              |
| 1959   | Riga       | Karlis Klasups Peteris Kampenuss           | Zara Nakhimovskaya              |
| 1960   | Riga       | Aivars Gipslis                             | Milda Lauberte                  |
| 1961   | Riga       | Aivars Gipslis                             | Zara Nakhimovskaya              |
| 1962   | Riga       | Jānis Klovāns                              | Zara Nakhimovskaya              |
| 1963   | Riga       | Aivars Gipslis                             | Astra Klovāne                   |
| 1964   | Riga       | Aivars Gipslis                             | Astra Klovāne                   |
| 1965   | Riga       | Mikhaïl Tal                                | Astra Klovāne                   |
| 1966   | Riga       | Aivars Gipslis                             | Benita Vēja                     |
| 1967   | Riga       | Jānis Klovāns                              | Vija Rožlapa                    |
| 1968   | Riga       | Jānis Klovāns                              | Sarma Sedleniece                |
| 1969   | Riga       | Anatolijs Šmits Juzefs Petkēvičs           | Astra Klovāne                   |
| 1970   | Riga       | Jānis Klovāns                              | Astra Klovāne                   |
| 1971   | Riga       | Jānis Klovāns                              | Vija Rožlapa                    |
| 1972   | Riga       | Lev Gutman                                 | Vija Rožlapa                    |
| 1973   | Daugavpils | Alvis Vitolinš                             | Tamāra Vilerte Ingrīda Priedīte |
| 1974   | Riga       | Juzefs Petkēvičs Vladimir Kirpichnikov     | Vija Rožlapa                    |
| 1975   | Riga       | Jānis Klovāns Anatolijs Šmits              | Astra Goldmane                  |
| 1976   | Riga       | Alvis Vitolinš                             | Ilze Rubene                     |
| 1977   | Riga       | Alvis Vitolinš                             | Astra Klovāne                   |
| 1978   | Riga       | Alvis Vitolinš                             | Astra Klovāne                   |
| 1979   | Riga       | Jānis Klovāns                              | Ingrīda Priedīte                |
| 1980   | Riga       | Valērijs Žuravlovs                         | Tatjana Voronova                |
| 1981   | Riga       | Aleksander Wojtkiewicz                     | Astra Goldmane                  |
| 1982   | Riga       | Alvis Vitolinš                             | Anda Šafranska                  |
| 1983   | Riga       | Alvis Vitolinš                             | Astra Goldmane                  |
| 1984   | Riga       | Edvins Kengis                              | Anda Šafranska                  |
| 1985   | Riga       | Alvis Vitolinš Juzefs Petkēvičs            | Tatjana Voronova                |
| 1986   | Riga       | Jānis Klovāns Alvis Vitolinš               | Tatjana Voronova                |
| 1987   | Riga       | Edvins Kengis                              | Tatjana Voronova                |
| 1988   | Riga       | Edvins Kengis                              | Natalia Eremina                 |
| 1989   | Riga       | Alvis Vitolinš Jānis Klovāns Edvins Kengis | Ingūna Erneste                  |
| 1990   | Riga       | Edvins Kengis                              | Anda Šafranska                  |
| 1991   | Riga       | Normunds Miezis                            | Anda Šafranska                  |
| 1992   | Riga       | Valērijs Žuravlovs                         | Anna Hahn                       |
| 1993   | Riga       | Zigurds Lanka                              | Anda Šafranska                  |
| 1994   | Riga       | Valērijs Žuravlovs                         | Anda Šafranska                  |
| 1995   | Riga       | Igors Rausis                               | Ilze Rubene                     |
| 1996   | Riga       | Daniel Fridman                             | Anda Šafranska                  |
| 1997   | Riga       | Edvins Kengis                              | Anda Šafranska                  |
| 1998   | Riga       | Māris Krakops                              | Dana Reizniece                  |
| 1999   | Riga       | Arturs Neikšāns                            | Dana Reizniece                  |
| 2000   | Riga       | Viesturs Meijers                           | Dana Reizniece                  |
| 2001   | Riga       | Guntars Antoms                             | Dana Reizniece                  |
| 2002   | Riga       | Ilmārs Starostīts                          | Ingūna Erneste                  |
| 2003   | Riga       | Ievgueni Svéixnikov[2]                     | Laura Rogule                    |
| 2004   | Riga       | Edvins Kengis[3]                           | Ilze Bērziņa                    |
| 2005   | Riga       | Edvins Kengis[4]                           | Laura Rogule                    |
| 2006   | Riga       | Normunds Miezis[5]                         | Laura Rogule                    |
| 2008   | Mežezers   | Ievgueni Svéixnikov                        | Ilze Bērziņa                    |
| 2009   | Mežezers   | Vitālijs Samoļins                          | Laura Rogule                    |
| 2010   | Mežezers   | Ievgueni Svéixnikov                        | Laura Rogule                    |
| 2011   | Mežezers   | Arturs Neikšāns                            | Laura Rogule                    |
| 2012   | Riga       | Vitālijs Samoļins[6]                       | Ilze Bērziņa[7]                 |
| 2013   | Riga       | Ígor Kovalenko[8]                          | Laura Rogule                    |
| 2014   | Riga       | Ígor Kovalenko[9]                          | Katrīna Šķiņķe                  |
| 2015   | Riga       | Arturs Neikšāns[10]                        | Laura Rogule[11]                |
| 2016   | Riga       | Vladimir Sveshnikov[12]                    | Laura Rogule[13]                |
| 2017   | Riga       | Arturs Bernotas[14]                        | Linda Krūmiņa                   |
| 2018   | Riga       | Nikita Meshkovs[15]                        | Elizabete Limanovska[16]        |
| 2019   | Riga       | Arturs Neikšāns[17]                        | Ilze Bērziņa[18]                |
| 2020   | Riga       | Zigurds Lanka[19]                          | Laura Rogule[20]                |
| 2021   | Riga       | Rolands Bērziņš[21]                        | Laura Rogule[22]                |
| 2022   | Riga       | Ilmārs Starostīts[23]                      | Laura Rogule[24]                |
| 2023   | Riga       | Toms Kantāns[25]                           | Laura Rogule[26]                |
| 2024   | Riga       | Guntis Jankovskis[27]                      | Ilze Bērziņa[28]                |
| 2025   | Riga       | Arturs Neikšāns[29]                        | Marija Kuznecova[30]            |